# Demba Thiam
Demba Thiam Ngagne (Dakar, 5 marzo 1998) è un calciatore senegalese con cittadinanza italiana, portiere del Monza.

## Biografia
Ha acquisito la cittadinanza italiana il 29 aprile 2024, in seguito al suo matrimonio con una ragazza originaria di Mariglianella.

## Caratteristiche tecniche
Portiere dal fisico imponente, è particolarmente abile nel parare i rigori.

## Carriera

### Gli inizi, SPAL
Approdato alla SPAL nella primavera del 2016, il 3 aprile 2017 firma il primo contratto professionistico con il club di Ferrara, di durata triennale. Nel successivo mese di luglio viene ceduto in prestito al Fano, con cui esordisce tra i professionisti il 16 dicembre, nella partita di Serie C vinta per 1-0 contro la Fermana. Il 9 gennaio 2019 passa a titolo temporaneo alla Viterbese, con cui vince la Coppa Italia Serie C.
Rientrato alla SPAL, il 26 luglio 2020 debutta in Serie A, nella partita pareggiata per 1-1 contro il Torino, in cui fornisce un'ottima prestazione individuale. Il 3 novembre rinnova fino al 2023; nel mentre era il vice di Etrit Berisha.
Il 28 settembre 2022 prolunga fino al 2025.

### Foggia e Juve Stabia
Il 31 gennaio 2023 si trasferisce fino al termine della stagione al Foggia. Nel corso dell'esperienza con i pugliesi subisce un episodio di razzismo nei suoi confronti: nella partita di andata dei play-off contro l'Audace Cerignola viene insultato dai tifosi della squadra di casa, a cui reagisce, venendo tuttavia espulso e squalificato per un turno.
Il 20 luglio seguente viene ceduto a titolo temporaneo alla Juve Stabia, con cui conquista la promozione in Serie B, disputando un'incredibile stagione a livello individuale, in cui al termine del girone di andata è risultato essere il portiere meno battuto d'Europa (soltanto sei reti subite, di cui addirittura 0 in casa) e terminando con la porta inviolata in ben 20 partite.
Il 7 agosto 2024 prolunga con la SPAL fino al 2028 ed è nuovamente ceduto in prestito alla Juve Stabia. Al termine della stagione fa ritorno al club estense il quale, dopo la mancata iscrizione alla Serie C, lo libera da ogni vincolo contrattuale.

### Monza
Rimasto svincolato, l'8 luglio 2025, sottoscrive un contratto triennale con il Monza, appena retrocesso in Serie B.

## Statistiche

### Presenze e reti nei club
Statistiche aggiornate all'8 luglio 2025.
| Stagione           | Squadra            | Campionato         | Campionato | Campionato | Coppe nazionali | Coppe nazionali | Coppe nazionali | Coppe continentali | Coppe continentali | Coppe continentali | Altre coppe | Altre coppe | Altre coppe | Totale | Totale |
| Stagione           | Squadra            | Comp               | Pres       | Reti       | Comp            | Pres            | Reti            | Comp               | Pres               | Reti               | Comp        | Pres        | Reti        | Pres   | Reti   |
| ------------------ | ------------------ | ------------------ | ---------- | ---------- | --------------- | --------------- | --------------- | ------------------ | ------------------ | ------------------ | ----------- | ----------- | ----------- | ------ | ------ |
| 2017-2018          | Fano               | C                  | 18         | -10        | CI-C            | 0               | 0               | -                  | -                  | -                  | -           | -           | -           | 18     | -10    |
| 2018-gen. 2019     | SPAL               | A                  | 0          | 0          | CI              | 0               | 0               | -                  | -                  | -                  | -           | -           | -           | 0      | 0      |
| gen.-giu. 2019     | Viterbese          | C                  | 2          | 0          | CI+CI-C         | 0+1             | 0 + -1          | -                  | -                  | -                  | -           | -           | -           | 3      | -1     |
| 2019-2020          | SPAL               | A                  | 2          | -4         | CI              | 0               | 0               | -                  | -                  | -                  | -           | -           | -           | 2      | -4     |
| 2020-2021          | SPAL               | B                  | 13         | -11        | CI              | 3               | -1              | -                  | -                  | -                  | -           | -           | -           | 16     | -12    |
| 2021-2022          | SPAL               | B                  | 19         | -19        | CI              | 1               | -2              | -                  | -                  | -                  | -           | -           | -           | 20     | -21    |
| 2022-gen. 2023     | SPAL               | B                  | 2          | -1         | CI              | 1               | -1              | -                  | -                  | -                  | -           | -           | -           | 3      | -2     |
| Totale SPAL        | Totale SPAL        | Totale SPAL        | 36         | -35        |                 | 5               | -4              |                    | -                  | -                  |             | -           | -           | 41     | -39    |
| gen.-giu. 2023     | Foggia             | C                  | 12+2       | -12 + -5   | CI-C            | 1               | -2              | -                  | -                  | -                  | -           | -           | -           | 15     | -19    |
| 2023-2024          | Juve Stabia        | C                  | 36         | -22        | CI-C            | 0               | 0               | -                  | -                  | -                  | SC-C        | 2           | -6          | 38     | -28    |
| 2024-2025          | Juve Stabia        | B                  | 38+3       | -41 + -4   | CI              | -               | -               | -                  | -                  | -                  | -           | -           | -           | 41     | -45    |
| Totale Juve Stabia | Totale Juve Stabia | Totale Juve Stabia | 74+3       | -63 + -4   |                 | 0               | 0               |                    | -                  | -                  |             | 2           | -6          | 79     | -73    |
| 2025-2026          | Monza              | B                  | -          | -          | CI              | -               | -               | -                  | -                  | -                  | -           | -           | -           | -      | -      |
| Totale carriera    | Totale carriera    | Totale carriera    | 147        | -132       |                 | 7               | -7              |                    | -                  | -                  |             | 2           | -6          | 156    | -145   |

## Palmarès

### Club

#### Competizioni nazionali
- Serie C: 1

Juve Stabia: 2023-2024 (girone C)
- Coppa Italia Serie C: 1

Viterbese Castrense: 2018-2019